# Heinz Pietzonka
Heinz Pietzonka (* 16. Februar 1932 in Langendorf; † 11. April 2017 in Gräfenroda) war ein deutscher Politiker und Funktionär der DDR-Blockpartei Demokratische Bauernpartei Deutschlands (DBD). 
Pietzonka war Landwirt und Brigadeleiter in der LPG „Freie Erde“ in Wülfershausen-Osthausen im Kreis Arnstadt. Von 1963 bis 1967 gehörte er der Volkskammer der DDR an.